# Capri Mensa
La Capri Mensa è una struttura geologica della superficie di Marte.